# Anatopynia trizona
Anatopynia trizona är en tvåvingeart som beskrevs av Edwards 1931. Anatopynia trizona ingår i släktet Anatopynia och familjen fjädermyggor. Inga underarter finns listade i Catalogue of Life.